# ۴۰۹ (پیش از میلاد)
۴۰۹ (پیش از میلاد) ۴۰۹مین سال قبل از تقویم میلادی است.